# Gho

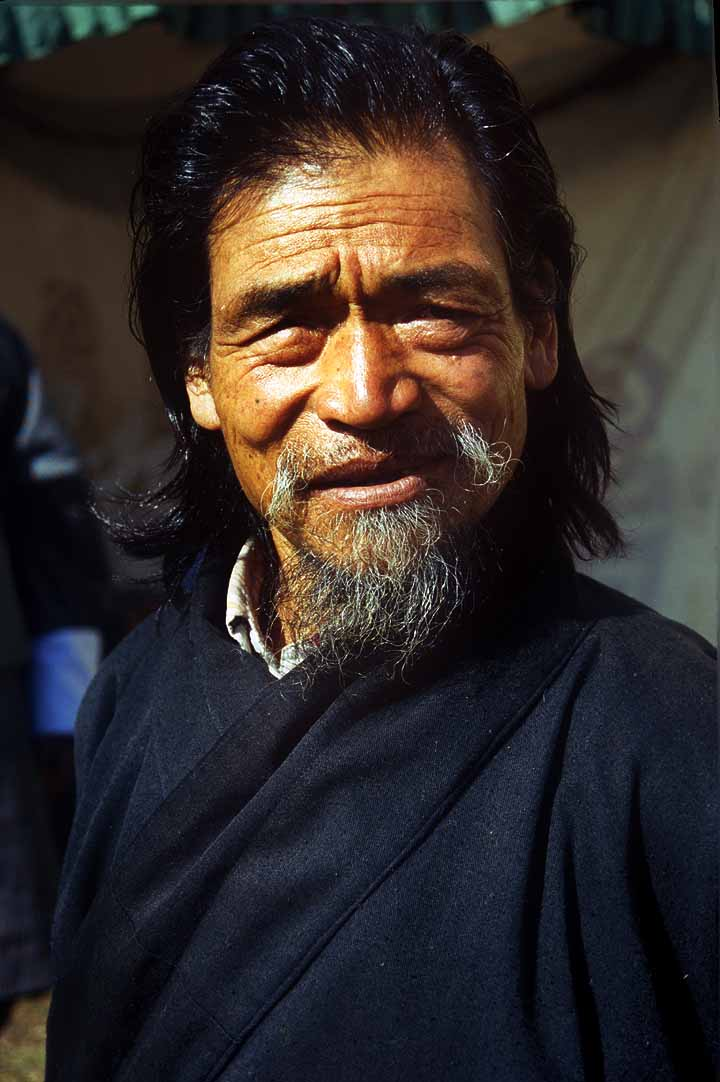
Gho

Der Gho ist eine traditionelle Kleidung von Männern in Bhutan.
Der Gho besteht aus gewobenem meist kariertem, manchmal unifarbenen und zum Teil aufwändig gemustertem Stoff. Fertig angezogen sieht ein Gho ähnlich aus wie ein fast knielanger Bademantel. Er besteht aus einem bodenlangen Jackenteil, welches mittels eines gewobenen Gurtes (Kira) auf die gewünschte „Rocklänge“ hochgezogen wird und unterhalb des Gurtes beidseitig nach hinten eingeschlagen. In den ausladenden Wülsten oberhalb des Gurtes ist viel Platz, worin vom traditionellen obligaten Dolch und Papierunterlagen bis hin zu Kautabak, kleinen Tieren und (seit 2005) Mobiltelefonen alles verstaut werden kann. Davon wird ausgiebig Gebrauch gemacht.
Das Anziehen eines Ghos ist kompliziert und selbst erwachsene Männer nehmen gerne die Hilfe einer zweiten Person an, um ihn korrekt anziehen zu können. Zum Gho werden normalerweise knielange Socken getragen.
Bei offiziellen Anlässen wird ein Tuch (Kabney) kunstvoll über die linke Schulter und um den Körper geschlagen. Die Farbe des Tuches zeigt den Status der Person: weiß für normale Bürger, rot für Personen, die vom König ausgezeichnet wurden, rot-weiß gestreift bzw. blau-weiß gestreifte für Beamte (je breiter diese Streifen, desto höher der Rang) und grün für Richter. Orange und Gelb sind für den höchsten Mönch (Je Khenpo) und den König (Druk Gyalpo) reserviert.
Der Gho wird in Bhutan nicht nur an festlichen Anlässen getragen, sondern ist offizielles Arbeitsgewand für Staatsbeamte (und viele andere) und Schuluniform für alle Schüler bis zur 12. Klasse.